# Guadalupe (Nuevo León)
Guadalupe oder Ciudad Guadalupe ist eine Stadt im mexikanischen Bundesstaat Nuevo León mit 673.616 Einwohnern (Stand 2010). Guadalupe liegt auf 480 m ü. NN. Die Ciudad Guadalupe ist ein Vorort im Osten von Monterrey, der Hauptstadt des Bundesstaates, und zählt zur Metropolregion Zona Metropolitana de Monterrey. Die Stadt ist u. a. erreichbar über die beiden internationalen Flughäfen von Monterrey.
Das Land wurde schon lange vorher bewohnt: 1627 wurde das Land zu großen Plantagen parzelliert und Zuckerrohr und Mais angebaut, am 4. Januar 1716 wurde die Stadt gegründet.